# Thomas Braun Sr
Pour les articles homonymes, voir Braun.
Cet article possède un paronyme, voir Thomas Braun.
Johann Thomas Braun, père, dit Thomas Braun, né à Kommern (Mechernich) dans l'Eifel le 12 novembre 1814 et mort à Ixelles le 7 mai 1906, est un directeur d'école et pédagogue de renom belge.

## Biographie

### Pédagogue
Thomas Braun est appelé en Belgique par le jeune gouvernement belge et son ministre Jean-Baptiste Nothomb et une délégation conduite par Mgr Alexandre Namèche pour devenir en 1845 Professeur de pédagogie et de méthodologie puis directeur de l'École normale de Nivelles depuis lors Institut d'Enseignement Supérieur Pédagogique (IESP) . Il occupe cette fonction durant trente années. Sous sa conduite l'école de Nivelles acquiert une réputation nationale et internationale. Régulièrement des délégations viennent de France, d'Angleterre, d'Allemagne, de Turquie et d'ailleurs pour voir et entendre Braun à l'œuvre à l'école de Nivelles.
Braun est chargé de missions spéciales à l'étranger : en 1852 il visite les écoles normales de Prusse, du Grand-Duché de Bade et de Würtenberg, de la Suisse. En 1862 il est chargé par le Ministre de l'Intérieur belge de créer un musée-école pour l'exposition internationale de Londres. En 1872 et 1889 il est envoyé en Hollande, en Allemagne, au Danemark et en Suède. En 1878 et 1889 il participe aux expositions universelles de Paris et produit un rapport de 1.200 pages sur l'édition de 1878. En 1885 et 1886 il fut invité à accomplir des inspections pédagogiques et conférences à Londres.
En 1875 Le Gouvernement belge le nomme Inspecteur des écoles et sections normales du royaume. Braun occupe ces fonctions jusqu'en 1891 soit avec la faveur de pouvoir prester jusqu'à l'âge de 75 ans.
En 1891 il est nommé président à vie du Jury central chargé de l'examen des instituteurs.

### Citoyen de Nivelles
Il s'établit à Nivelles, rue de Mons, le 20 avril 1845 et quitte la ville pour s'établir à Bruxelles en 1875 quand il devint inspecteur des écoles et sections normales du Royaume.
À Nivelles il préside durant 25 ans la Société d'Harmonie et de Symphonie Sainte Cécile. En 1842 déjà il est membre-fondateur de la Chorale masculine de Cologne (Kölner Männer-Gesang-Verein) et il est honoré en 1892, lors du jubilé des 50 ans de cette association.
En 1873 il lance une campagne en faveur de l'érection d'une statue à Jean Tinctoris et le produit des entrées d'une exposition de tableaux et antiquités fut la première contribution au financement du monument.
Il obtint la nationalité belge en 1850.

## Enfants et progéniture
Thomas épousa à Cologne en 1842 Franciska Horst. Ils eurent six enfants et de nombreux descendants dans les générations suivantes, parmi lesquels:

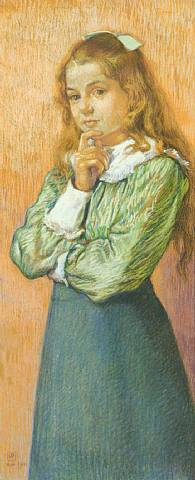
Ida Braun à l'âge de 10 ans par Théo van Rysselberghe.

- Alexandre Braun (1847-1935), avocat, ancien bâtonnier, sénateur pour le Parti catholique (1900-1929) et Ministre d'État (1925).
  - Thomas Braun (1876-1961), avocat, ancien bâtonnier, poète, membre de l'Académie royale de langue et de littérature françaises de Belgique.
    - Antoine Braun (1924-2013) avocat, ancien bâtonnier.
      - Maureen Dor (1970- ) comédienne et auteure.
      - Camille Thomas (1988- ) violoncelliste.

  - Henri Braun (1881-1980), moine bénédictin de Maredsous, architecte
  - Ida Braun (1891-1926), qui épousa le baron Paul de Sadeleer (1887-1973), avocat près la Cour d'Appel de Bruxelles et bourgmestre de Haaltert
  - Antoine Braun (1893-1980), dominicain, théologien, recteur de l'Université de Fribourg.
    - Clotilde Nyssens[4] (1953- ) juriste, Sénatrice honoraire
- Baron Emile Braun (1849-1927), ingénieur civil, député pour le Parti libéral (1900-1925) et bourgmestre de Gand de 1895-1921.
  - Emile-Victor-Jean Braun (1879-1968), président de l'UCO, Union Cotonnière de Gand
    - Gaston-Emile Braun (1903-1990), président de l'UCO, Union Cotonnière de Gand.
    - Henry Braun (1905-1944), membre de l'Armée Secrète, mort pour la Patrie
      - Francine Braun (°1927), mariée avec Pierre Descamps (1916-1992), président du Parti libéral (PLP), sénateur, ministre d'état
        - Diane Drory[4] (1945- ) psychologue, auteure.

    - René Braun (1912-1991), président de l'Institut national du coton

- Elisa Braun (1852-1923).

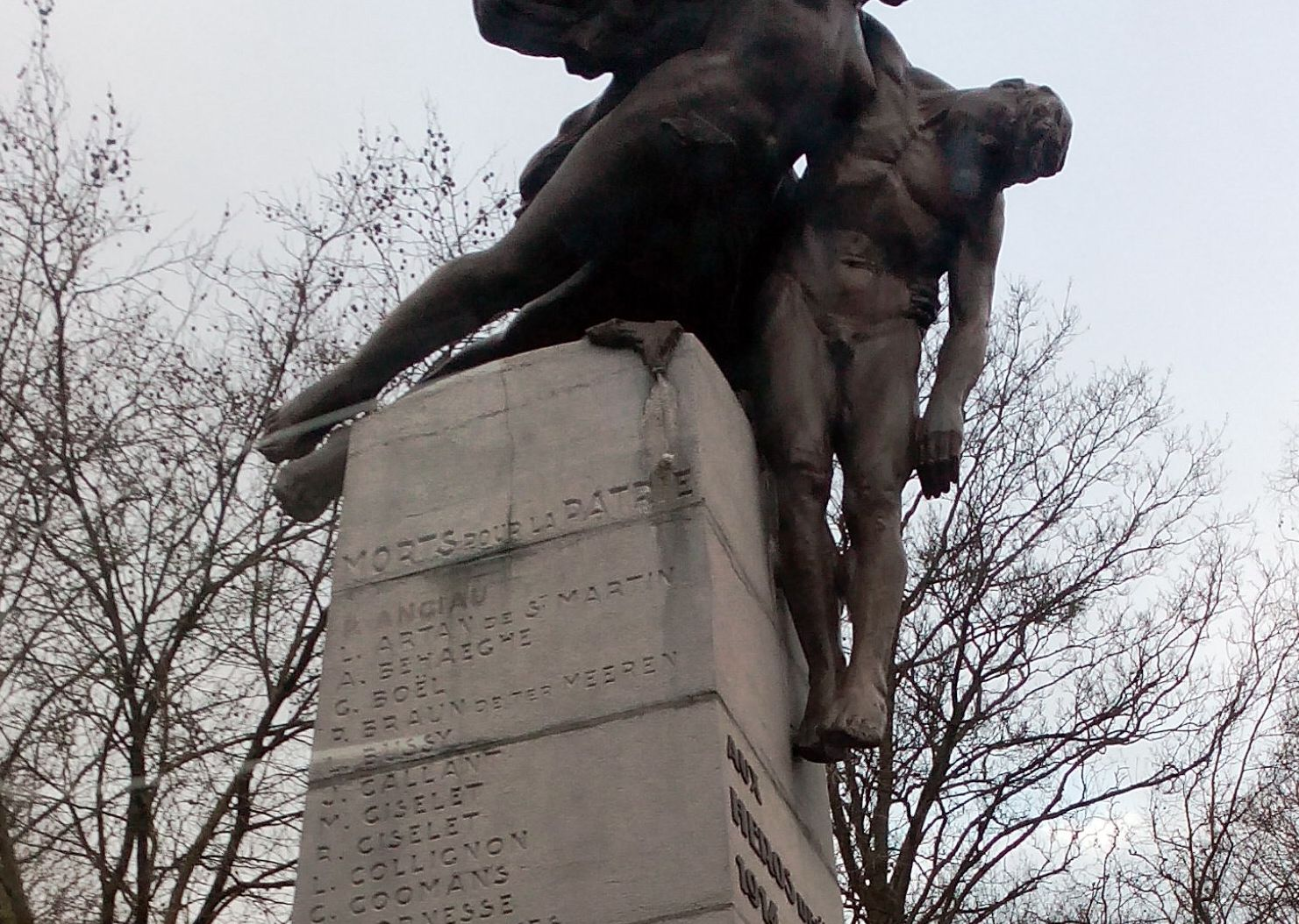
Monument aux héros 1914-1918 de l'aviation, (Bruxelles).

- Auguste Braun de Ter Meeren (1856-1945), avocat près la Cour de cassation (1913-1945).
  - Gabrielle Braun de Ter Meeren (1880-1960), épouse de Gustave Derscheid (1871-1952) médecin spécialiste de la tuberculose.
  - Maurice Braun de Ter Meeren (1882-1972), bourgmestre de Sterrebeek.
  - Albert Braun de Ter Meeren (1883-1918) mort en service commandé à Denton, UK.
  - Pierre Braun de Ter Meeren, (1897-1917), Lieutenant aviateur mort pour la Belgique[5]
    - Michel Braun de ter Meeren, (1909-1981) Bourgmestre d'Archennes.

## Honneurs
- Chevalier de l'Ordre de Léopold (1862)
- Officier de l'Ordre de Léopold (1887)

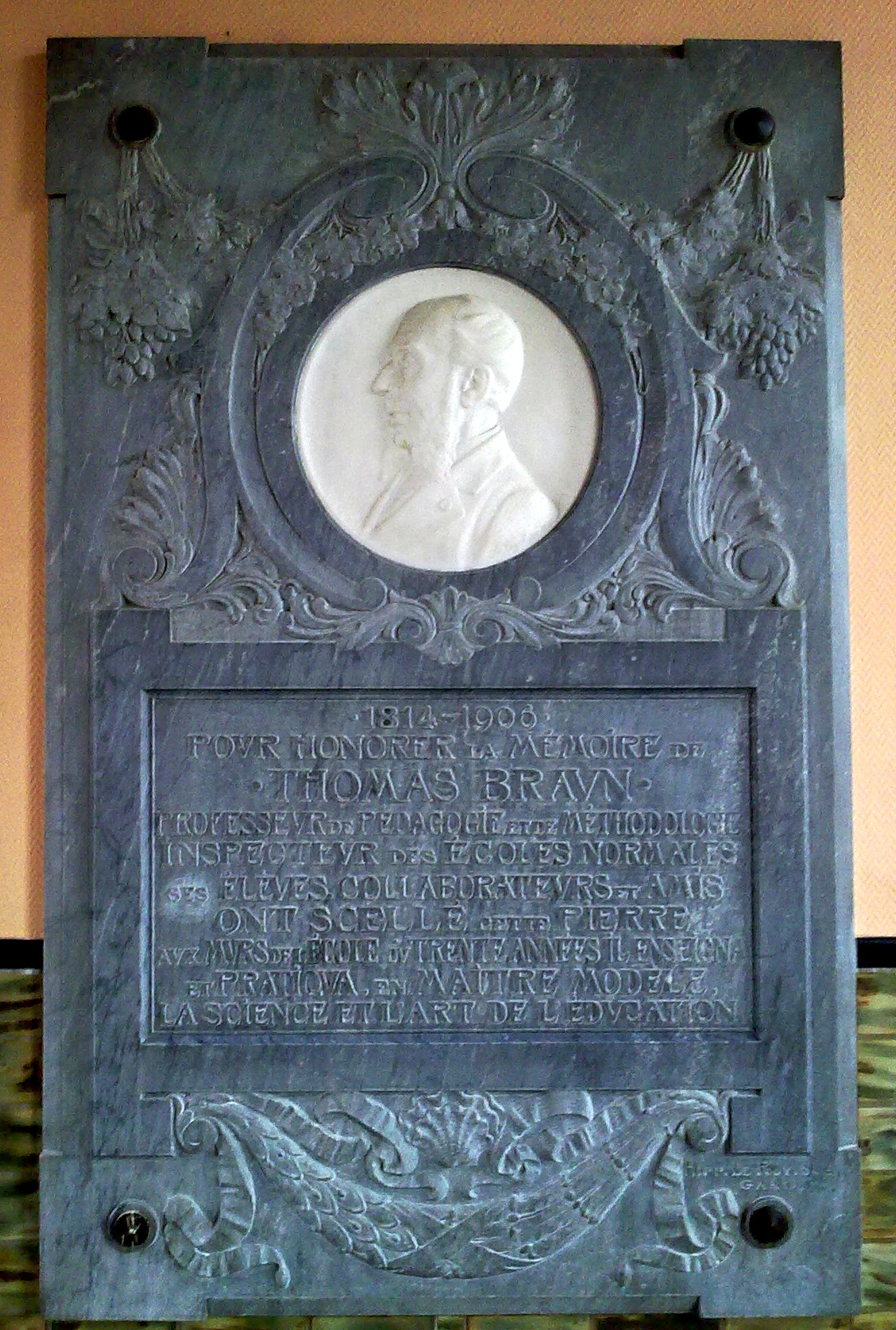
Stèle à l'École de Nivelles.

- Officier de l'Instruction publique (France, 1878)
- Croix civique de première classe (Belgique)
- Officier de la Légion d'honneur (1889)[réf. souhaitée]
- Chevalier de l'ordre royal de l'Étoile polaire (Suède)
- Chevalier de l'Ordre du Christ (Portugal) (1868)
- Caballero hospitalario de Numero[7] (Espagne)
- Médaille d'Or de Membre fondateur de la Société chorale masculine de Cologne (de) dont il fêta le cinquantenaire en la salle du Gürzenich[8] en 1892.
- À l'entrée de l'école normale[9] de Nivelles ses collègues et amis ont placé une stèle en hommage à Thomas Braun. Cette pierre a été déplacée de l'ancien couvent des Récollets, siège antérieur de l'école. Elle se compose d'un portrait taillé en bas-relief dans le marbre blanc par la main de Hyppolite Le Roy[10] et d'une inscription[11]

## Publications

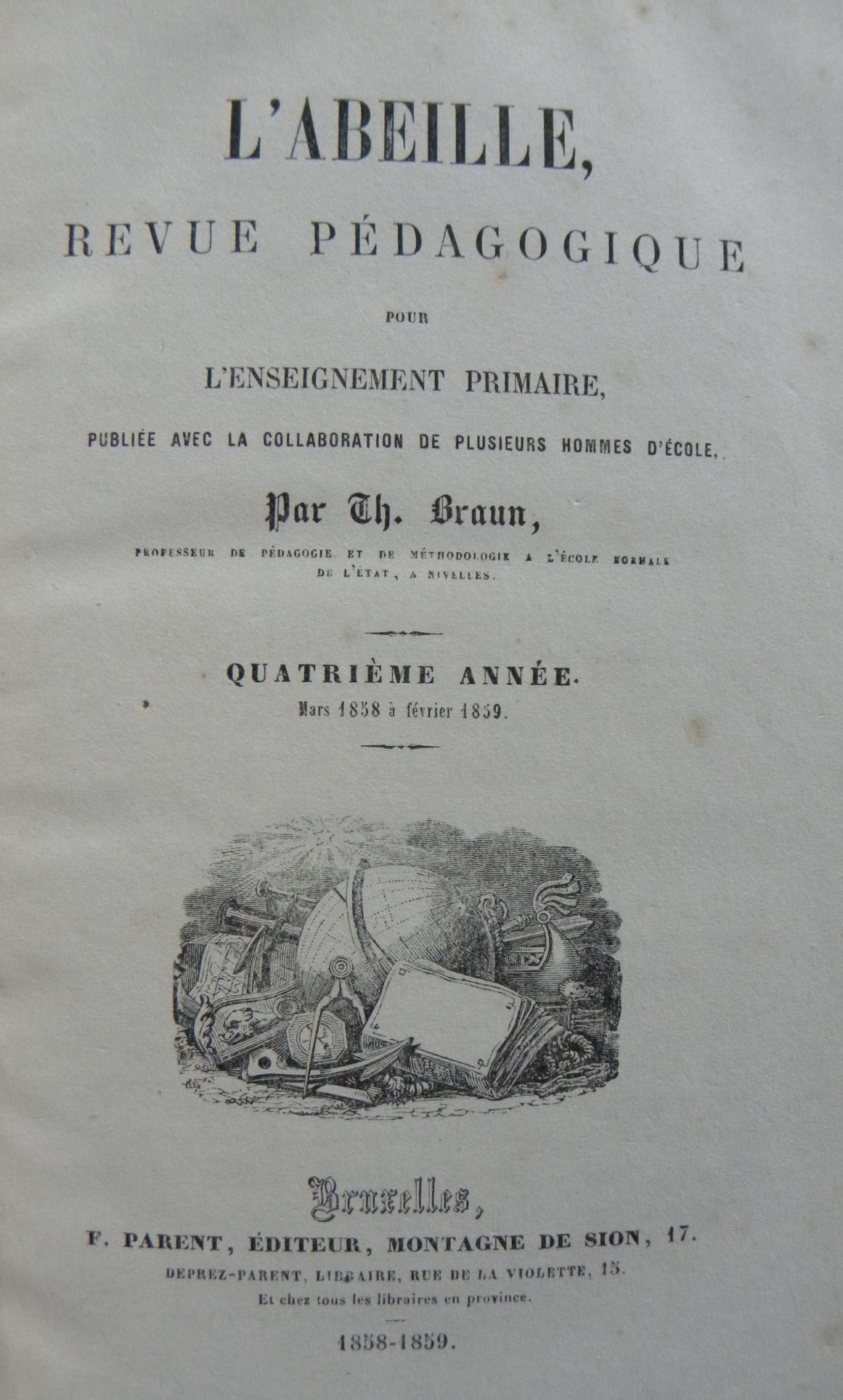
Couverture de l'Abeille, (4e année, 1856-57)

- Méthode de lecture par émission de sons. 1853.
- Arithmétique élémentaire ou le Calcul raisonné, exposé au moyen d'exemples et de problèmes, 2 vol. Bruxelles, Parent, 1855.
- Cours gradué de lecture, Bruxelles, 1851.
- Cours de méthodologie et de pédagogie à l'usage des instituteurs primaires, Bruxelles, 1849.
- Cours théorique et pratique de pédagogie et de méthodologie, suivi du Cours éducatif, formant le complément du Cours de méthodologie et de pédagogie, 2 vol., Bruxelles, 1852-1853.
- Cours théorique et pratique de pédagogie et de méthodologie, 2e édition, 3 vol., Bruxelles, 1854.
- Manuel de pédagogie et de méthodologie à l'usage des élèves des écoles normales, Bruxelles, 1859.
- Manuel de pédagogie et de méthodologie à l'usage des élèves des écoles normales, 2e édition, revue et augmentée, Bruxelles, 1868.
- Principes d'éducation et d'instruction populaire, Encyclopédie populaire. 2 volumes Éditions A. Jamar, 1850.
- Exercices par intuition ou Questionnaire à l'usage des écoles gardiennes, des jardins d'enfants et des écoles primaires, précédé de considérations théoriques sur les écoles gardiennes et les jardins d'enfants, 1865.
- Recueil de chants notés.
- Livre élémentaire ou première instruction pour les enfants qui apprennent à lire et à écrire. Trois parties.
- Cours de langue maternelle : Manuel du maître; manuel de l'élève 1re partie : Les dix parties du discours; 2e partie : la Syntaxe et les exercices de style. (4 éditions) 1850, 126 p. Deprez-Parent, Bruxelles, 1847.
- Le Livre des mères, ou l'Éducation maternelle, 1863.
- Nouveau livre de lecture.
- Manuel de l'instruction populaire. — Voir "Encyclopédie populaire"

- L'enseignement primaire du monde à l'Exposition de Paris. 1200 pp. in 8°, 1878.
- La vie Moderne à l'exposition internationale de Bruxelles, 1897, Bruxelles : Ed. Lyon-Claesen, 1898

- Doelmatig leesboek
- Onderrigt in de moedertael, door Th. Braun, S. Hendrix, Ecrevisse.
- Boek voor eerstbeginnenden, door Th. Braun vertaeld door Ecrevisse, letterkundige te Eecloo.

Braun publia une fois par mois, entre 1856 et 1891 chez l'éditeur Parent à Bruxelles une revue pédagogique de 52 pages, L'Abeille. Il décida d'en arrêter la publication à sa retraite.

## Sources et références
1. ↑  Thomas Braun Ma Vie Édition à diffusion privée. 1894. Page 23.
2. ↑  Thomas Braun Ma Vie Édition à diffusion privée. 1894. Page 26.
3. ↑  Thomas Braun Ma Vie Publication privée, 1894. p. 30.
4. 1 2  André de Walque, Thomas Braun 1814-1906. Biographie et descendances, Bruxelles 1981. (tapuscrit, non-publié)
5. ↑  Son nom est repris sur le côté gauche du monument aux Héros de l'Aviation avenue Franklin Roosvelt, à Bruxelles.
6. ↑  L'inscription est : "1814-1906/ pour honorer la mémoire de / THOMAS BRAUN / Professeur de pédagogie et de méthodologie /Inspecteur des Écoles Normales/ Ses élèves, collaborateurs et amis/ Ont scellé cette pierre /Aux murs de l’école ou trente années il enseigna / Et pratiqua, en maître modèle /La science et l’art de l’éducation"
7. ↑  Chevaliers Hospitaliers de St Jean-Baptiste; ordre fondé à Madrid en 1860.
8. ↑  Hall de fêtes de la vieille ville de Cologne.
9. ↑  En 2025, IESP ou Haute Ecole Henri Spaak, 3 rue Emile Vandervelde.
10. ↑  Hyppolite Le Roy, artiste belge (1857-1943) peintre et sculpteur.
11. ↑  Voir son texte dans la note de l'illustration.